# 元曲
元曲（げんきょく）とは、宋の時代に始まった歌劇で、元代に隆盛した雑劇と散曲を総称したもの。ともに当時、北方で流行した曲調である北曲を用いた。
元代、この両者において優れた作家・作品がたくさん現れ、この時代の文学を代表するほどであったので、漢文・唐詩・宋詞・元曲というように他の時代の文学とともに顕彰された。とりわけ雑劇の方で優れた業績があり、元雑劇（元人雑劇）は雑劇の代表とされる。

## 元雑劇
元の雑劇は「折」と呼ばれる幕から構成される。通常ひとつの劇は4折から構成される（まれに5折、ごく例外的に6折）。ほかに「楔子」（せっし）と呼ばれる序に相当する部分が加わることも多い。
ひとつの折の中では同じ調の曲を用い、その順序にも一定の傾向がある（たとえば第1折は原則として仙呂・点絳唇で始まる）。また、ひとつの折を通じて同じ韻を使う必要がある。
劇の登場人物は「末」（男性、正末・沖末などに分かれる）、「浄」（男性の乱暴者や悪役）、「旦」（女性）、「丑」（道化）、「外」（老人）などの役柄がある。原則として歌うのはひとりだけである。
劇の題材は古来の有名な物語に取材したものが多いが、原作から大幅に話が変わっているものが多い。また、語り物や歌い物を演劇に仕立て直した作品も多い。
ほとんどの劇はハッピーエンドで終わる。有名な『竇娥冤』『漢宮秋』などは例外的に悲劇である。
雑劇は明以降も作られたが、演じられる劇としては元末以降南曲が優勢となり、雑劇は演じられる劇から読むものへと変化していった。
元代のテクストがそのまま残っているものは例外的で、現存する雑劇のほとんどは明代の修正を経ている。元雑劇の選集でとくに有名なのは17世紀はじめの臧懋循『元曲選』（元人百種曲）であり、この選集は（『西廂記』以外の）代表的な作品を含んでいて、芸術性も高く、かつ読みやすく整っているが、他のテクストとは文章が異なっていることが多く、元時代のオリジナルからは離れていると考えられる。

## 平仄と押韻
詞と同様、元曲は各句の長さが異なり、字数、平仄、およびどこで押韻するかは曲牌に従って作らなければならない。詞と異なるのは、曲牌で指定された以外の余分の言葉（襯字）が多数使われることと、平仄だけでなく上声・去声のどちらを使うかを指定している箇所があることである。後者は旋律と関係があり、一般に旋律が上昇する場合は上声、下降する場合は去声が要求される。
元曲で使われる韻（曲韻）は詩韻とは異なっており、当時の北方方言の発音で押韻した。周徳清が当時の北曲に基づき『中原音韻』という韻書を作っている。この書は19韻からなり、入声は音韻変化により消滅したのを受けて他の平・上・去声に分けて入れられた。
なお曲韻では声調の違いにかかわらず通韻するので、上・去2声に韻目は建てられていない。

## 元曲四大家
- 関漢卿 - 『竇娥冤』『拝月亭』『救風塵』『望江亭』『単刀会』
- 馬致遠 - 『漢宮秋』『任風子』『青衫涙』
- 白仁甫 - 『梧桐雨』『牆頭馬上』
- 鄭光祖 - 『倩女離魂』『王粲登楼』

以上の4人は元曲の四大家とされる。
- 王実甫 - 『西廂記』
- 喬吉 - 『金銭記』

上記2人を加え、六大家とすることもある。